# Acle
Acle är en ort och civil parish i grevskapet Norfolk i England. Orten ligger i distriktet Broadland vid floden Bure, mittemellan Norwich och Great Yarmouth. Tätorten (built-up area) hade 2 317 invånare vid folkräkningen år 2011.